# Mirosławice (Łódź)
Mirosławice [pronunciación en polaco: /mirɔswaˈvit͡sɛ/] es un pueblo en el distrito administrativo de Gmina Lutomiersk, dentro del condado de Pabianice, Voivodato de Łódź, en el centro de Polonia. Se encuentra a unos 4 kilómetros este de Lutomiersk, 16 kilómetros al noroeste de Pabianice, y 16 kilómetros oeste de la capital regional Łódź.
El pueblo tiene una población de 270 habitantes.